# Deutsch Gesang ihre großen Erfolge
Deutsch Gesang ihre großen Erfolge è una raccolta postuma della cantante italo-francese Dalida, pubblicata il 17 novembre 2008 da Universal Music France.
L'album contiene quarantaquattro brani in lingua tedesca, tra cui due nuovi inediti: Ich fand ein Herz in Portofino e Hab mich lieb (versione tedesca di Aïe mon cœur).
Possiede anche una versione in tedesco mai pubblicata prima d'ora del remix Là-bas dans le noir, creato postumo nel 1996. Il titolo prende il nome di Gigi, bist du das dort?
La raccolta verrà successivamente inclusa nella serie di CD del cofanetto D'ici & d'ailleurs, pubblicato nel 2009.
Di questa compilation esiste anche una seconda versione, intitolata soltanto Ihre Großen Erfolge, la cui unica differenza dall'originale è la correzione dei nomi di alcuni titoli che erano stati scritti in modo errato sul retro della copertina.

## Tracce

### Disco 1
1. Am Tag, als der Regen kam (versione originale 1959)
2. Tschau tschau, Bambina
3. Wenn die Soldaten
4. Du bist gegangen
5. Pépé
6. Milord (in tedesco)
7. Rosen im Dezember
8. Das Mädchen von Piräus
9. Romantica (in tedesco)
10. Mélodie poésie
11. Mein blauer Luftballon
12. An jenem Tag (versione in tedesco di Le temps de fleurs)
13. Melodie aus alter Zeit
14. Hab mich lieb (INEDITO - versione in tedesco di Aïe mon cœur)
15. Orfeo (in tedesco)
16. Der Joe hat mir das Herz gestohlen
17. Was wird mein Charly tun
18. Komm, Señorita, komm
19. Parlez-moi d'amour (in tedesco)
20. Hello boy
21. Ich fand ein Herz in Portofino (INEDITO - versione in tedesco di Love in Portofino)
22. Abschiedsmelodie
23. Gigi, bist du das dort? (versione in tedesco di Là-bas dans le noir, prosieguo postumo di Gigi l'amoroso)

### Disco 2
1. Er war gerade 18 Jahr (versione in tedesco di Il venait d'avoir 18 ans)
2. Nein, zärtlich bist du nicht
3. Captain Sky (in tedesco)
4. Das Lied vom Clown
5. Worte, nur Worte (in duo con Friedrich Schütter; versione in tedesco di Paroles, paroles)
6. Um nicht allein zu sein (versione in tedesco di Pour ne pas vivre seul)
7. Mein lieber Herr
8. Spiel Balalaïka
9. Mon chéri
10. Gigi der Geliebte (versione in tedesco di Gigi l'amoroso)
11. Buona Sera Phantasie (versione in tedesco di Le restaurant italien)
12. Komm zurück (versione in tedesco di J'attendrai)
13. Mama (in tedesco)
14. Der Charme der kleinen Worte (versione in tedesco di Les p'tits mots)
15. Die Schlüssel der Liebe (versione in tedesco di Les clefs de l'amour)
16. Ciao amore, ciao (in tedesco)
17. Lieber kleiner Mann (versione in tedesco di Mon petit bonhomme)
18. Nie (versione in tedesco di Eux)
19. Regenzeit-Tränenleid
20. Ich werde warten (versione in tedesco di Je n'ai jamais pu t'oublier)
21. Am Tag, als der Regen kam (versione remix 1996)